# Šibika
Šibika (grašar, lat. Coronilla) je biljni rod iz porodice lepirnjača (Fabaceae). Danas se sastoji od 9 vrsta, a prije je u njega bio uključen znatno veći broj. U Hrvatskoj rastu gorski grašar (Coronilla coronata), sitnasti grašar (Coronilla juncea), škorpionski grašar ('Coronilla scorpioides), krilastoplodni grašar (Coronilla vaginalis),  čvrsti grašar (Coronilla valentina),
Ime roda Coronilla, umanjenica je riječi corona (kruna), zbog izgleda štitastih cvjetova.
Neke vrste koje nose ime grašar, ne pripadaju ovom rodu, među njima i promjenjivi grašar (Securigera varia) i Grmoliki grašar (Hippocrepis emerus subsp. emeroides; sin. Coronilla emerus).

## Vrste
1. Coronilla coronata L.
2. Coronilla juncea L.
3. Coronilla minima L.
4. Coronilla montserratii P.Fraga & Rosselló
5. Coronilla ramosissima (Ball) Ball
6. Coronilla repanda (Poir.) Guss.
7. Coronilla scorpioides (L.) W.D.J.Koch
8. Coronilla talaverae Lahora & Sánchez-Gómez
9. Coronilla vaginalis Lam.
10. Coronilla valentina L.
11. Coronilla viminalis Salisb.